# Paul Hoffmann (Schauspieler)
Paul Hoffmann (* 25. März 1902 in Düsseldorf; † 2. Dezember 1990 in Wien) war ein deutscher Schauspieler und von 1968 bis 1971 Direktor des Wiener Burgtheaters.

## Leben
Der Sohn eines Bühnenautors und Theaterkritikers studierte Germanistik, Kunstgeschichte und Philosophie in Marburg, Köln und Würzburg und promovierte 1924 mit einer Arbeit über den Wiener Dramatiker und Burgtheaterdirektor Johann Ludwig Deinhardstein.
Bei Studentenaufführungen entdeckt, debütierte er ohne Schauspielausbildung 1924 am Stadttheater Würzburg, 1925 spielte er am Stadttheater Aachen, ein Jahr später wechselte er an das Theater Gera (unter Walter Bruno Iltz) und schließlich 1927 an das Schauspielhaus Dresden. Er spielte hier unter anderem Mephisto in Faust, Jago in Othello, Franz Moor in Die Räuber und die Titelfiguren des Hamlet und Fiesco. Hoffmann stand 1944 in der Gottbegnadeten-Liste des Reichsministeriums für Volksaufklärung und Propaganda.
1946 wechselte er an das Württembergische Staatstheater in Stuttgart, dessen künstlerische Leitung er 1950 übernahm. Von 1952 bis 1957 war er hier Schauspieldirektor. Er spielte in seiner Stuttgarter Zeit zum Beispiel General Harras in Des Teufels General und die Titelrolle in Pirandellos Heinrich IV. Zu seinen Inszenierungen zählten Nathan der Weise und Tod eines Handlungsreisenden. 1959 ging er an das Wiener Burgtheater und war 1968 bis 1971 dessen Direktor, seit 1972 Ehrenmitglied. Er war auch bei zahlreichen Gastspielen an anderen Bühnen zu sehen.
Ab 1936 übernahm er Filmrollen, in denen er meist als charmanter Grandseigneur auftrat. Vor allem nach 1945 verkörperte er auch hohe Militärpersonen wie in Der 20. Juli und Hunde, wollt ihr ewig leben, aber auch Generaldirektoren und andere Vertreter des Wirtschaftswunders im Film der 50er Jahre. Seit den 60er Jahren arbeitete Hoffmann umfangreich für das Fernsehen, besonders in Krimis, Dokumentarspielen und Adaptionen von Theaterstücken. Manchmal führte er auch Regie.
1969 verlieh man dem Hofrat und Kammerschauspieler das Große Bundesverdienstkreuz der Bundesrepublik Deutschland, 1974 erhielt er die Josef-Kainz-Medaille, 1977 den Albin-Skoda-Ring sowie 1982 den Grillparzer-Ring und 1987 den Ehrenring der Stadt Wien.

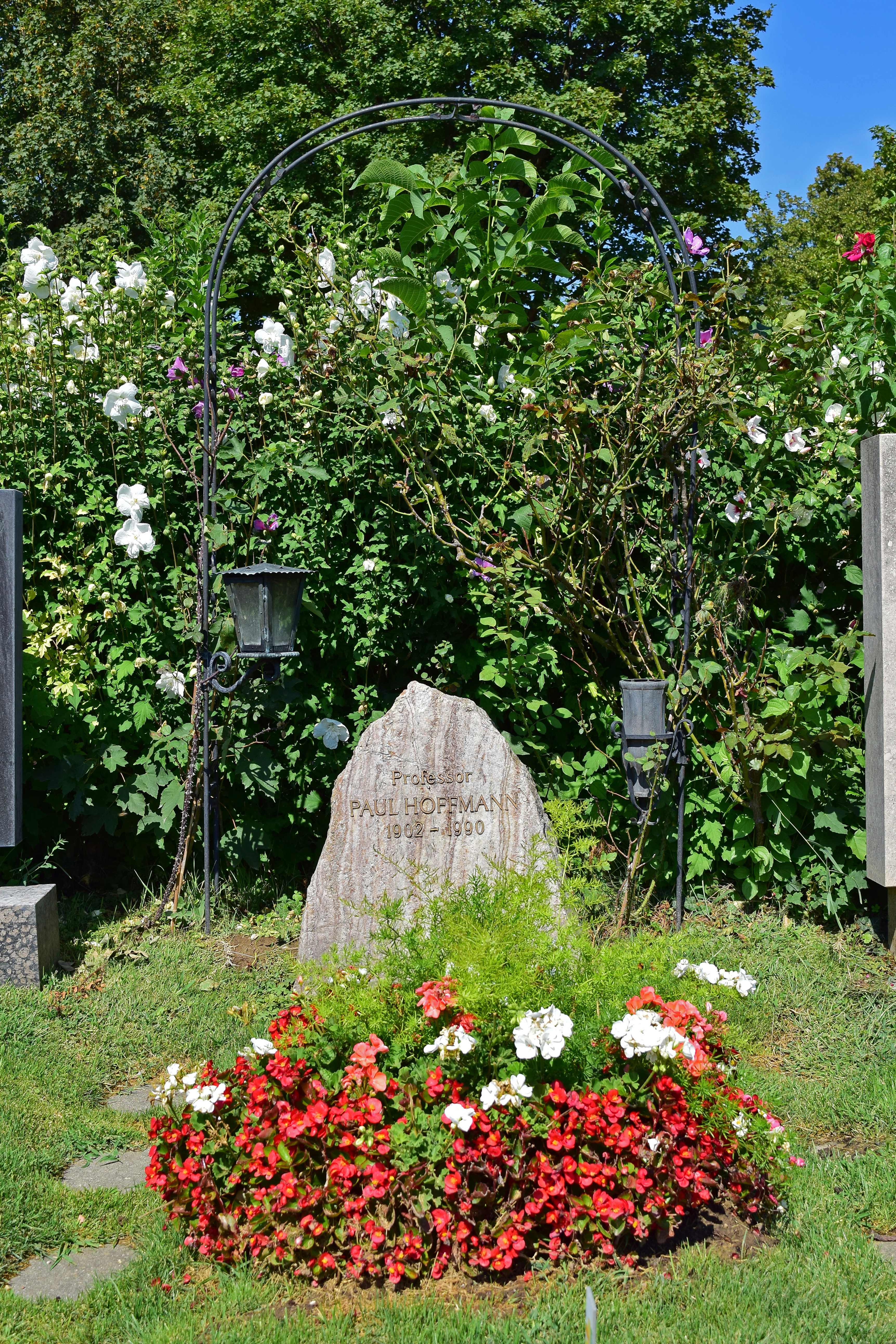
Grabstätte von Paul Hoffmann

Er erhielt ein ehrenhalber gewidmetes Grab auf dem Wiener Zentralfriedhof (Gruppe 40, Nummer 162).

## Filmografie
- 1937: Und du mein Schatz fährst mit
- 1937: Fanny Elßler
- 1937: Gleisdreieck
- 1937: Meine Freundin Barbara
- 1937: Wenn Frauen schweigen
- 1938: Großalarm
- 1938: Kleiner Mann – ganz groß!
- 1939: Ich bin gleich wieder da
- 1939: Zentrale Rio
- 1939: Flucht ins Dunkel
- 1940: Bismarck
- 1941: Blutsbrüderschaft
- 1941: Leichte Muse
- 1942: Die Entlassung
- 1943: Die große Nummer
- 1949: Verspieltes Leben
- 1949: Der Ruf
- 1949: Liebe 47
- 1954: Bildnis einer Unbekannten
- 1955: Der 20. Juli
- 1957: Immer wenn der Tag beginnt
- 1959: Kabale und Liebe
- 1959: Hunde, wollt ihr ewig leben?
- 1959: Arzt aus Leidenschaft
- 1959: Die ideale Frau
- 1960: Geständnis einer Sechzehnjährigen
- 1960: Kein Mann zum Heiraten
- 1962: Becket oder Die Ehre Gottes
- 1963: Das große Liebesspiel
- 1963: Hedda Gabler (Regie + Darsteller)
- 1965: Klaus Fuchs – Geschichte eines Atomverrats
- 1965: Oberst Wennerström
- 1965: Der arme Mann Luther
- 1966: Der schwarze Freitag
- 1966: Der Fall Rouger
- 1967: Der Panamaskandal
- 1967: Moral (nur Regie)
- 1967: Der öffentliche Ankläger
- 1967: Nathan der Weise
- 1968: Affäre Dreyfuss
- 1969: Rebellion der Verlorenen (Fernseh-Mehrteiler)
- 1970: 11 Uhr 20 (Fernseh-Dreiteiler)
- 1970: Der Polizeiminister
- 1971: Der Kommissar (Episode: Als die Blumen Trauer trugen)
- 1973: Der Kommissar (Episode: Herr und Frau Brandes)
- 1974: Memento Mori
- 1975: Don Juan in der Hölle
- 1976: Der Raub der Sabinerinnen
- 1979: Tatort – Der King (Fernsehreihe)
- 1979: Derrick – Ein unheimliches Haus
- 1977: Der Alte – Verena und Annabella (Fernsehserie)
- 1979: Der Alte – Der Auftraggeber
- 1980: Defekte
- 1982: Ein Winter auf Mallorca
- 1983: Der Alte – Liebe hat ihren Preis
- 1982: Jägerschlacht
- 1983: Tatort: Mord in der U-Bahn
- 1985: Derrick – Toter Goldfisch
- 1986: Derrick – Entlassen Sie diesen Mann nicht!
- 1989: Derrick – Wie kriegen wir Bodetzki?
- 1990: Wilhelm Tell

## Theater
- 1940: Curt Goetz: Der Lügner und die Nonne – Regie: Georg Kiesau (Sächsische Staatstheater Dresden – Schauspielhaus)
- 1943: William Shakespeare: Hamlet (Hamlet) – Regie: Georg Kiesau (Sächsische Staatstheater Dresden – Schauspielhaus)

## Hörspiele
- 1950: Albert Camus: Belagerungszustand (Die Pest) – Regie: Erich-Fritz Brücklmeier (Hörspiel – SDR)
- 1950: André Gide/Jean-Louis Barrault: Der Prozeß (Prügler) – Regie: Cläre Schimmel (Hörspiel – SDR)
- 1970: Helmut Heißenbüttel: Zwei oder drei Porträts – Regie: Heinz Hostnig (Hörspiel – BR/NDR/SR)
- 1986: Paul Hoffmann: Drei Männer im Feld (auch Sprecher) – Regie: Hans Gerd Krogmann (Hörspiel – WDR)